# Estland op het Eurovisiesongfestival 2007
Estland nam deel aan het Eurovisiesongfestival 2007 in Helsinki, Finland. Het was de 13de deelname van het land op het Eurovisiesongfestival. De selectie verliep via het jaarlijkse Eurolaul, waarvan de finale plaatsvond op 3 februari 2007. ETV was verantwoordelijk voor de Estse bijdrage voor de editie van 2007.

## Selectieprocedure
De nationale finale vond plaats op 3 februari 2007 in de studio's van de nationale omroep in Tallinn en werd gepresenteerd door  Marko Reikop & Maarja-Liis Ilus.
In totaal deden er 10 artiesten mee aan deze nationale finale. 
De winnaar werd bepaald door televoting.

| Volgorde | Artiest                          | Lied              | Songwriter(s)                                         | Ronde 1 | Ronde 2 | Plaats |
| -------- | -------------------------------- | ----------------- | ----------------------------------------------------- | ------- | ------- | ------ |
| 1        | Kristjan Kasearu & Paradise Crew | So Much to Say    | Kristjan Kasearu, Madis Muul                          | 1771    | 212     | 7      |
| 2        | Deva Deva Dance                  | Supreme Nature    | Arne Lauri, Priit Pajusaar, Glen Pilvre               | 1543    | 45      | 9      |
| 3        | Koit Toome                       | Veidi veel        | Fred Krieger, Berit Veiber, Koit Toome                | 1371    | 90      | 10     |
| 4        | Laura Põldvere                   | Sunflowers        | Sven Lõhmus                                           | 8170    | 25896   | 3      |
| 5        | Gerli Padar                      | Partners in Crime | Berit Veiber, Hendrik Sal-Saller                      | 16759   | 55416   | 1      |
| 6        | Vanilla Ninja                    | Birds of Peace    | Lenna Kuurmaa, Piret Järvis, Elmar Liitmaa            | 7552    | 262     | 4      |
| 7        | Linda                            | One Year From Now | Jana Hallas, Pearu Paulus, Ilmar Laisaar, Alar Kotkas | 1701    | 47      | 8      |
| 8        | Soul Militia                     | My Place          | Kaido Põldma, Lauri Pihlap                            | 4524    | 40      | 5      |
| 9        | Ines                             | In Good and Bad   | Ines                                                  | 2583    | 60      | 6      |
| 10       | Hele Kõre & Kristjan Kasearu     | Romeo ja Julia    | Jaagup Kreem, Elmar Liitmaa                           | 9350    | 36881   | 2      |

## In Helsinki
In Finland moest Estland aantreden als 23ste in de halve finale, net na Hongarije en voor België. Op het einde van de puntentelling bleek dat ze op een gedeelde 22ste plaats waren geëindigd met 33 punten.
Men ontving 1 keer het maximum van de punten.
Nederland en België hadden geen punten over voor deze inzending.

### Gekregen punten

#### Halve Finale
| 12 punten | 10 punten  | 8 punten  | 7 punten  | 6 punten             |
| --------- | ---------- | --------- | --------- | -------------------- |
| - Letland |            |           |           | - Finland - Litouwen |
| 5 punten  | 4 punten   | 3 punten  | 2 punten  | 1 punt               |
|           | - Moldavië | - Ierland | - Georgië |                      |

### Punten gegeven door Estland

#### Halve Finale
Punten gegeven in de halve finale:
| 12 punten | Letland     |
| 10 punten | Georgië     |
| 8 punten  | Hongarije   |
| 7 punten  | Wit-Rusland |
| 6 punten  | IJsland     |
| 5 punten  | Andorra     |
| 4 punten  | Noorwegen   |
| 3 punten  | Israël      |
| 2 punten  | Zwitserland |
| 1 punt    | Tsjechië    |

#### Finale
Punten gegeven in de finale:
| 12 punten | Rusland     |
| 10 punten | Letland     |
| 8 punten  | Oekraïne    |
| 7 punten  | Wit-Rusland |
| 6 punten  | Finland     |
| 5 punten  | Georgië     |
| 4 punten  | Hongarije   |
| 3 punten  | Duitsland   |
| 2 punten  | Frankrijk   |
| 1 punt    | Bulgarije   |